# Be My Eyes
Be My Eyes ist eine Mobile App, die Blinden und sehbehinderten Menschen dabei helfen soll, Gegenstände zu erkennen und Situationen des Alltags zu meistern. Das Sehen übernimmt dabei eine freiwillige Online-Community von Normalsehenden, die das Kamerabild von einzelnen zufällig zugeteilten Betroffenen bekommt und per Live-Chat hilft. Zurzeit steht die App für Android und IOS zur Verfügung.
In die App ist zudem eine Funktion integriert worden, welche mit Hilfe von künstlicher Intelligenz eine automatische Beschreibung von Gegenständen liefert.

## Funktionsweise
Die sehbehinderte Person startet einen Live-Stream, der die Sicht aus ihrer Handy-Kamera abbildet und wird dann mit einer zufälligen Person, die sich als freiwilliger Helfer registriert hat und dieselbe Sprache spricht und in dessen Zeitzone es Tag ist, in einem Telefongespräch bzw. Chat zugeteilt. Diese beschreibt der sehbehinderten Person dann, was sie sieht, so dass diese verstehen kann, worum es geht, ohne es dabei selber zu sehen, oder sagt der Person was sie tun muss, um ein Problem zu lösen, indem zum Beispiel die Kamera von der beeinträchtigten Person entsprechend bewegt wird. Inhalte können dank der Sprachsynthesetechnik, auch vorgelesen werden. Blinde und Sehbehinderte sollen so ein unabhängigeres Leben führen können und in der Lage sein, Dinge zu verstehen, die vorher für sie unmöglich bzw. nur eingeschränkt möglich waren.

## Angebot und Nutzerzahlen
Be My Eyes wird von über 7,5 Millionen Freiwilligen und über 669.000 Blinden bzw. Sehbehinderten verwendet, wovon viele aber inaktiv sind. Nach eigenen Angaben sind dabei über 180 Sprachen von A wie Abchasisch bis Z wie Zulu und über 150 Länder vertreten. Allerdings sind einige Sprachen deutlich weniger vertreten als andere, was an der allgemeinen Verbreitung dieser Sprachen liegt. Die App selbst ist kostenlos und werbefrei und verzichtet auf sinnfremde Social-Media-Funktionen, um sich auf die Kernaufgabe zu konzentrieren.

## Entwicklung und Veröffentlichung
Entwickelt und vermarktet wird die App von Hans Jørgen Wiberg. Er machte selbst die Erfahrung, dass es zwar Videochats wie Skype oder Facetime gibt, aber keine davon auf Sehbehinderte zugeschnitten sind. Für seine Entwicklungen schloss er sich unter anderem mit der Danish Association of the Blind zusammen. Erstmals wurde die App 2012 auf einer Veranstaltung für Start-up-Unternehmen vorgestellt und 2015 wurde sie erstmals veröffentlicht. Anfang Oktober 2017 erschien neben der iOS-Version auch eine Version für Android. Das Unternehmen hat über 650.000 US-Dollar eingenommen, darunter Geld von der Singularity University in Silicon Valley, Microsoft und Spenden. Im Oktober 2019 wurde Be My Eyes Deep Link in die mobile Right Hear-Anwendung für Blinde und Sehbehinderte integriert.
Im Jahr 2023 wurde eine Funktion in die App integriert, die dem Nutzer eine automatische Beschreibung von Gegenständen liefert. Diese Beschreibung wird mit Hilfe von künstlicher Intelligenz in Form eines GPT-4 Sprachmodells erstellt.

## Rezeption

### Kritik
Gelobt wird die einfache Bedienung der App, die es jedem möglich macht, Blinden bzw. Sehbehinderten zu helfen und sie unabhängiger von ihrem sozialen Umfeld macht, Probleme zu lösen, ohne jemanden in der Nähe zu haben.
Bemängelt wird der nicht ausreichende Datenschutz, der es ermöglicht, Daten an Dritte weiterzugeben. Allerdings handelt es sich hierbei nur um Organisationen, die sich für Sehbehinderte einsetzen.
Reiner Delgado vom Deutschen Blinden- und Sehbehindertenverband hält die App zwar für gut, erklärt aber auch, dass viele Dinge auch ohne die Hilfe per Videochat lösbar seien und es fraglich sei, ob sich der Zeitaufwand immer lohne. Des Weiteren müssen die Kameraqualität, Internetverbindung und die Lichtverhältnisse stimmen. Mit einem Fremden zu kommunizieren ist mit Ungewissheiten verbunden und setzt daher Vertrauen und Mut voraus. Theoretisch kann dies aber auch missbraucht werden.

### Auszeichnungen
- Google Play Award 2018 in der Kategorie „Best Accessibility Experience“
- Danish Design Award in den Kategorien „Outstanding Services und Shared Resources“
- Google Play’s Beste Apps von 2017 für „Most Innovative, Best Daily Helper and Hidden Gem“
- Oslo Innovation Week Award 2017
- World Summit Award 2017 für „Inclusion and Empowermen“
- Dubai Expo 2020 für „Expo live global innovator“
- Disrupt 100 in der Kategorie „Top 10 most disruptive companies globally“
- CER Preis 2017
- INDEX Award für „Design to improve life“
- Popular Science in der Kategorie „The 100 Greatest Innovations Of 2015“
- Nordic Startup Awards für „Best Social Entrepreneurial Tech Startup“ in Dänemark[3]